# Chengxi, Dianjiang
Chengxi (kinesiska: 澄溪) är en köping i sydvästra Kina. Den ligger i Dianjiang härad i storstadsområdet Chongqing, omkring 98 kilometer nordost om det centrala stadsdistriktet Yuzhong. Antalet invånare är 41 321. Befolkningen består av 20 806 kvinnor och 20 515 män. Barn under 15 år utgör 26,0 %, vuxna 15-64 år 62 %, och äldre över 65 år 11,0 %.